# Brainwaves - Onde cerebrali
Brainwaves - Onde cerebrali (BrainWaves) è un film di fantascienza del 1983 scritto e diretto da Ulli Lommel.
È la storia di uno scienziato che sperimenta una macchina di sua invenzione su una donna, caduta in stato comatoso dopo un incidente, al fine di rianimarla.

## Trama
I Bedford sono una tranquilla e felice famiglia composta da due giovani coniugi, Julian e Kaylie, ed il figlio piccolo, Danny. I loro progetti vengono bruscamente interrotti quando un incidente costringe Kaylie a lottare fra la vita e la morte e ad affrontare una pericolosa operazione al cervello.
Una volta superata l'operazione, non riuscendo a risvegliarla dal coma, il marito Julian accetta la proposta del dr. Clavius di effettuare un esperimento con una macchina di sua invenzione che emette onde cerebrali e stimola il cervello.
All'inizio del film, tuttavia, si assiste all'omicidio della sig.na Lilyn Koonan da parte di un suo amante a ragione geloso, e le sue spoglie quasi esanimi su un tavolo di obitorio, studiate dal Dr. Clavius e dalla sua équipe, dove stanno operando con la macchina.
L'esperimento riesce e Kaylie riprende il suo posto in famiglia ma, dopo qualche tempo, i ricordi di Marian tendono a ritornarle alla mente e a farle rivivere i momenti della sua aggressione. In uno di questi ricordi appartenuti a Lilyan ma, grazie alla macchina del dr. Clavius, facenti parte anche della mente di Kaylie, riconosce l'assassino.